# Vinci (entreprise)
Pour les articles homonymes, voir Vinci.

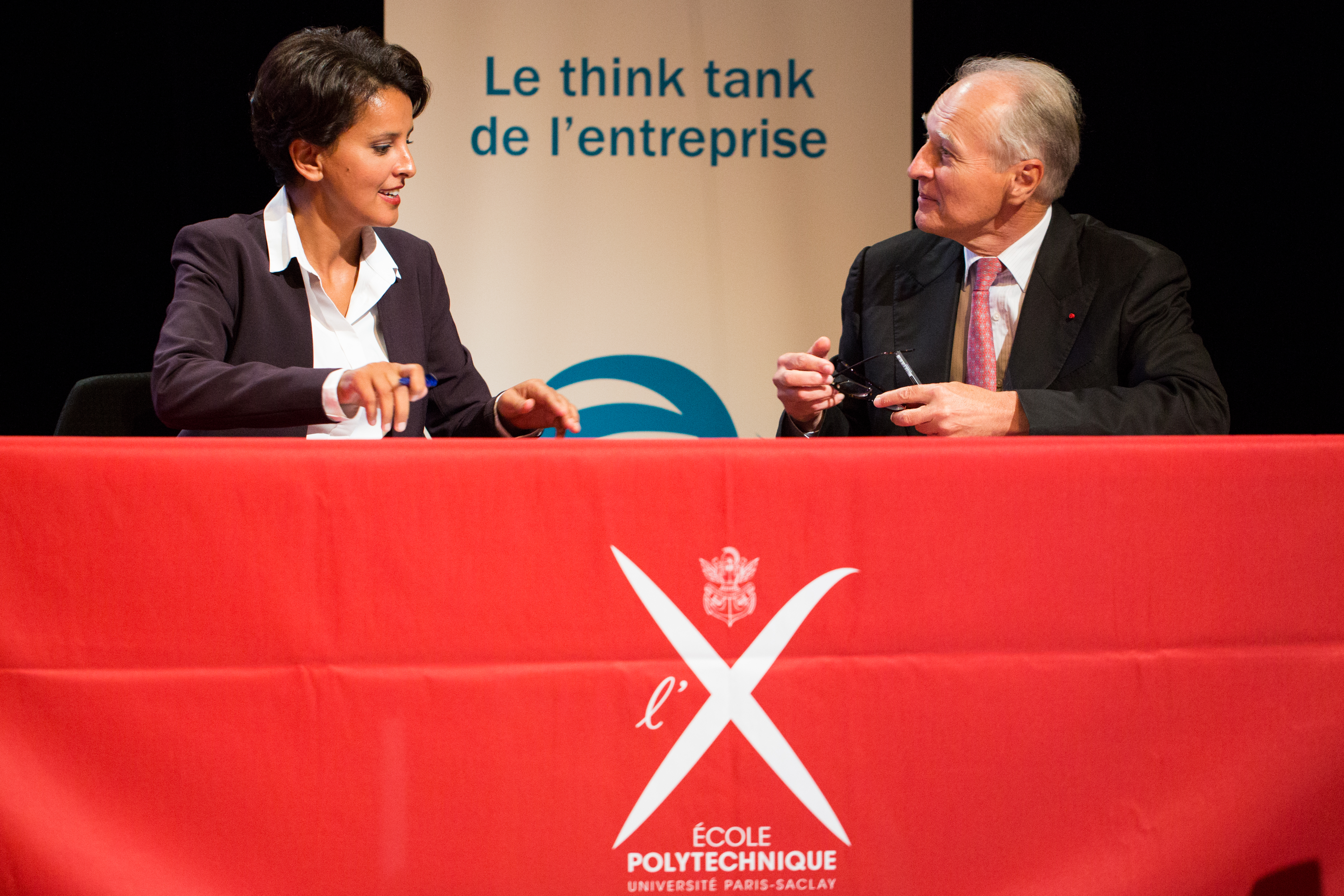
Najat Vallaud-Belkacem, ministre de l’Éducation nationale, de l’Enseignement supérieur et de la Recherche et Xavier Huillard PDG de Vinci, lors d'un colloque en 2015 à l'École polytechnique.

Vinci, anciennement Société générale d'entreprises (SGE), est un leader mondial des métiers des concessions, des services à l'énergie et la construction, employant 284 256 salariés à travers le monde en 2025.
L'activité de Vinci s'organise autour de trois branches de métiers : concessions, services à l'énergie et construction. En 2024, l'entreprise est présente dans plus de cent pays et son chiffre d'affaires est de  71,623 milliards d'euros.

## Historique

### Création de la SGE

Logo jusqu'en 1994.

La Société générale d'entreprises, connue sous l'acronyme « SGE », est fondée en 1908 par deux ingénieurs polytechniciens français, Alexandre Giros et Louis Loucheur. Ces derniers avaient monté une association en 1899 devenue le groupe Giros-Loucheur (Girolou), spécialisé dans la production d'électricité et de béton armé.
En 1914, la SGE est le 2e groupe français de travaux publics, derrière la GTM, mais devant la Société de construction des Batignolles et Fougerolle Frères.

### Contrôles successifs par de grands groupes
La SGE est contrôlée de 1966 à 1984 par la Compagnie générale d'électricité (CGE), devenue Alcatel. Entre 1984 et 1988, elle est contrôlée par Saint-Gobain puis de 1989 à 2000, par la Compagnie générale des eaux qui deviendra en 2000 Vivendi environnement.
En 1988, la SGE achète Campenon-Bernard, une société créée en 1920.

### Indépendance
En 2000, Vivendi environnement se désengage de la SGE qui est alors rebaptisée Vinci. En juillet 2000, le groupe Vinci nouvellement indépendant acquiert les Grands travaux de Marseille (GTM), filiale de Suez. Il devient alors le numéro un mondial du BTP devant Bouygues. Cotée à la Bourse de Paris, elle entre dans la composition de l'indice CAC 40.
En 2005, sa part d'Autoroutes du sud de la France passe à 73,4 % et le 9 mars 2006 à 100 %. Une polémique éclate sur les conditions financières de cette concession qui font perdre des ressources financières importantes à l’État chaque année. Des hommes politiques de tous bords, Nicolas Dupont-Aignan, Arnaud Montebourg, et François Bayrou ont critiqué le laisser-aller de l’État en ce domaine.
En 2009, Vinci rachète Bar-W, Simplex et des actifs d'Haymills au Royaume-Uni ainsi que Han en Roumanie.
En 2010, Vinci rachète la société de Facility Management Faceo et le groupe industriel Cegelec.
En 2011, Vinci acquiert de RFF la concession de la ligne LGV Tours-Bordeaux.
En 2013, Vinci acquiert l'autorité aéroportuaire portugaise Aeroportos de Portugal (ANA), pour 3,08 milliards d'euros. La même année, Vinci vend une partie de sa participation dans l'entreprise belge CFE. En décembre 2013, VINCI rachète les 16,67 % de participation que détenait Colas, filiale de Bouygues, dans Cofiroute, pour environ 800 millions d'euros.
En 2014, 75 % d'Indigo est cédé à Crédit agricole assurances et Ardian pour près de deux milliards d'euros. Il finalise l'achat d'Imtech ICT, d'Electrix filiale du groupe sud-africain Aveng et de Freyssinet Espagne à travers Soletanche Freyssinet et a finalisé le rachat de la participation détenue par Colas dans le capital de Cofiroute.
En juin 2015, Vinci annonce l'acquisition de l'entreprise néo-zélandaise HEB Construction pour un montant non déterminé.
En septembre 2016, Vinci vend sa part restante dans Indigo à Crédit agricole assurances et Ardian.
En avril 2017, Vinci annonce l'acquisition de la société savoyarde Benedetti-Guelpa, spécialisée dans le domaine des travaux publics en montagne et dans celui de l'environnement. En novembre 2017, Vinci annonce l'acquisition de sociétés en Suède Eitech et Infratek, spécialisée dans le domaine des travaux électriques et de l'ingénierie.
En août 2018, Vinci annonce l'acquisition de Lane Construction, une entreprise de construction américaine, pour 486 millions d'euros, renforçant sa filiale Eurovia.
En octobre 2020, Vinci annonce faire une offre d'acquisition sur les activités énergétiques d'ACS pour 5,2 milliards d'euros en octobre 2020, puis renégocie cette offre à 4,9 milliards d'euros, en avril 2021.
En mars 2022 le groupe emménage dans son nouveau siège social situé au 1973 Boulevard de la Défense à Nanterre. Sous le nom de « L'Archipel » cet ensemble de cinq bâtiments, construit au-dessus de la nouvelle gare de la branche du RER E de Nanterre-La Folie, permettra, à terme, à quatre mille employés des différentes filiales, de rassembler les équipes sur un seul site,,.
En août 2022, Vinci acquiert une participation de 29,9 % dans Grupo Aeroportuario Centro Norte pour 815 millions de dollars.

## Activités du groupe

### Vinci Concessions
Dans le domaine sportif, Vinci Concessions possède des participations majoritaires au capital de différentes sociétés : la société consortium du Stade de France; la société Le Mans Stadium (LMS), exploitante du MMArena ou bien encore la société Nice Eco Stadium, exploitante de l'Allianz Riviera.
Son chiffre d'affaires est de 11,651 milliards d'euros en 2024.

#### Vinci Airports
Depuis 2012, Vinci fait de la gestion en espace aéroportuaire un axe privilégié de croissance.
En mars 2017, Vinci annonce la signature d'un protocole d'accord pour développer les aéroports iraniens de Mashhad et d'Ispahan.
Le 27 décembre 2018, Vinci devient premier actionnaire de l'aéroport de Londres-Gatwick, 8e aéroport d'Europe quant au trafic pour une transaction d'environ 3,22 milliards d'euros qui lui permet de détenir 50,01 % de l'aéroport anglais.
En 2024, Vinci exploite 70 aéroports basés dans 14 pays pour un total de 318 millions de passagers.
Son chiffre d'affaires est de 4,526 milliards d'euros en 2024.
En 2024, la branche mobilise 5365 salariés du groupe.

#### Vinci Autoroutes
Vinci Autoroutes est le premier opérateur européen de concessions d’infrastructures de transport — autoroutes et ouvrages routiers. En France, Vinci Concessions dispose d’une très forte assise avec 4 443 km d’autoroutes en concession sur les réseaux d’ASF, d’Escota, de Cofiroute et d’Arcour (société concessionnaire de l’A19 entre Artenay et Courtenay). L'entreprise possède des participations dans plusieurs sociétés concessionnaires ou exploitantes d’infrastructures : la société du tunnel du Prado-Carénage (Marseille) ; Openly, le boulevard périphérique nord de Lyon jusque fin 2015 ; Seag et Seaca, opérateurs respectivement de l’aéroport de Grenoble-Isère et de l’aéroport de Chambéry - Savoie.
Vinci Concessions est également présent à l'étranger avec, au Royaume-Uni, les ponts sur la Severn et le contournement sud de Newport ; au Portugal les ponts sur le Tage ; en Grèce le pont Charilaos Trikoupis entre Rion et Antirion ; au Canada l’autoroute Fredericton-Moncton et le pont de la Confédération ; aux États-Unis les autoroutes SR91 et I-394 ; en Allemagne le système de télépéage Toll Collect ; au Cambodge trois aéroports ; en Jamaïque une section d’autoroute et 380 000 places de stationnement gérées dans onze pays. En mai 2008, Vinci signe le contrat de conception du pont le plus long du monde entre l'émirat du Qatar et le royaume de Bahreïn (40 km).
En 2024, son chiffre d'affaires est de 6,585 milliards d'euros.
Vinci Highways
Vinci Highways est le pôle de Vinci Concessions spécialisé dans la concession et l’exploitation d'infrastructures routières hors de France. Le pôle gère 3 740 4 443 km d’autoroutes en 2025.
En 2024, son chiffre d'affaires est de 403 millions d'euros.

#### Vinci Railways
Vinci Railways est un opérateur spécialisé dans les infrastructures ferroviaires.

### Vinci Énergies

Logo de Vinci Énergies.

Vinci Énergies et Vinci Facilities interviennent dans quatre domaines des services liés aux bâtiments :
- les infrastructures : réseaux d’énergie (production, transport, transformation et distribution de l’énergie électrique) ; mise en lumière des villes et aménagement urbain ; infrastructures de transport (éclairage, alimentation électrique et systèmes d’information) ;
- l’industrie : distribution d’énergie électrique et contrôle-commande, mécanique, traitement de l’air, protection incendie, isolation, maintenance industrielle ;
- le tertiaire : réseaux d’énergie, génie climatique, plomberie, détection et protection incendie, gestion technique de bâtiment, sécurité, maintenance multi-technique et multi-service ;
- les télécommunications : infrastructures et communication d’entreprise voix-données-images.

En 2019, elle compte six marques majeures :
- Actemium : solutions pour l’industrie ;
- Axians : communication voix-données-images (anciennement Graniou) ;
- Citeos : éclairage urbain ;
- Omexom : production, transport, transformation et distribution d’électricité. Acteur de la transition énergétique dans les Territoires ;
- Vinci Facilities qui assure tout ou partie des services liés aux bâtiments.

En octobre 2019, Vinci Énergies achète « Sistem Melesur Energia » et « Sistem Infraestructuras y Operaciones EPC » au groupe espagnol « Grupo Solar Lighting »,.
- Uxello : né en 2013 de la volonté de VINCI Energies de fédérer les activités sécurité incendie du Groupe sous une bannière commerciale commune. Après plus de 50 années d'activité, Uxello est une entreprise importante dans ce secteur en France.

En 2024, son chiffre d'affaires est de 20,373 milliards d'euros.

### Eurovia
Eurovia, filiale du groupe Vinci, est une entreprise française de travaux publics dont la principale activité est la conception, la construction et l'entretien d'infrastructures de transport et d'aménagements urbains.
Eurovia est présent dans les travaux routiers, ferroviaires et le recyclage des matériaux.
Réalisant plus de 90 % de son chiffre d’affaires en Europe (principalement en France, en Allemagne, au Royaume-Uni, en République tchèque et en Espagne)[réf. souhaitée], Eurovia détient également des positions aux États-Unis (Floride, Caroline du Nord), au Canada (Québec) et au Chili.

### Vinci Construction
Numéro un en France et troisième groupe mondial de la construction, Vinci Construction est le premier contributeur au chiffre d’affaires du groupe avec 31,784 milliards d'euros en 2024.
Son activité se répartit en trois composantes :
- la France métropolitaine, avec Vinci Construction France, formée du rapprochement en 2007 de Sogea Construction et de GTM Construction, qui dispose d’un réseau de 370 centres ;
- les marchés locaux hors France métropolitaine, couverts par un réseau de filiales qui exercent l’ensemble des métiers de la construction dans leurs zones d’intervention : Vinci PLC au Royaume-Uni ; CFE (détenu à 46,8 %) au Benelux ; Vinci Construction Filiales Internationales en Allemagne, en Europe centrale, dans la France d’outre-mer et en Afrique (SOGEA SATOM) ;
- les activités relevant de marchés mondiaux : les grands ouvrages, avec Vinci Construction Grands Projets ; le génie civil spécialisé à haute technicité, avec Freyssinet ou Soletanche Bachy ; le dragage, avec DEME (détenu à 50 % par CFE).

Vinci a été le mécène de la restauration de la galerie des Glaces du château de Versailles (2004 - 2007).

#### Sociétés du groupe Vinci Construction
- Sogea - Satom
- Soletanche Freyssinet
- Vinci Construction UK
- Entrepose Group
- Vinci Construction Grands Projets
- GTM
- Dodin Campenon Bernard
- Vinci Construction Terrassement
- Vinci Construction France
- Vinci Construction DOM-TOM
- Warbud
- SMP
- Prumstav
- Freyssinet CZ
- APS Alkon
- Botte Fondations
- Neom
- Dumez
- Seymour Whyte[40]
- Arbonis
- Sixense
- EBGC
- Geostock
- SOLUMAT

### Vinci Immobilier
Vinci Immobilier est la filiale de promotion immobilière du groupe (fondée en 2005). Elle est spécialisée en immobilier résidentiel (logements et les résidences services) et en immobilier d’entreprise (bureaux, commerces et hôtels).
En décembre 2018 Vinci Immobilier choisit Bordeaux pour présenter son nouveau concept de résidence services destiné aux étudiants, Student Factory : 116 logements, essentiellement des T1 de 20 m2. L'objectif est de compenser la pression démographique et immobilière. Le 1er juillet 2019, Vinci Immobilier annonce la création d'une société spécialisée dans l'investissement dans les start-ups nommée « Vinci Immobilier Corporate Venture ». L'objectif est d'accélérer le développement d'offres, d'innovations et de solutions pour une ville durable. Les investissements auprès des jeunes pousses pourra atteindre un million d'euros.
En 2024, son chiffre d'affaires est de 1,143 milliards d'euros.

## Entreprises et marques du groupe
Entreprises du groupe Vinci avec date de création (liste non exhaustive) :
- Actemium (Vinci Énergies)
- Advitam (Freyssinet)(2000)
- Autochim (Vinci Énergies)(2011)
- Axians (2000)
- Balency et Schuhl (1909)
- Bameo (2014)
- Bateg (Vinci Construction France)
- Botte Fondations (1986, Vinci Construction France)
- Bourdin et Chaussé (1928)
- Bourdarios
- Brüggemann (1899)
- Campenon-Bernard (1920)
- Campenon Bernard Construction (CBC) (1982)
- Capag Cetra (1938)
- Caroni (1925)
- Cegelec (2010)
- CEF Nord (2007)
- CFE (1880)
- Chantiers Modernes (1946)
- Cobra IS (2022)[45]
- COCA Sud-Est
- Cochery (1926)
- Cofiroute (1970)
- Demouselle (1946)
- Deschiron (1885)
- Dodin (1865)
- Dodin Campenon-Bernard (fusion en 2003)
- Dumez (1890)
- EBM
- Emulithe
- Energilec (2011)
- Essor (1990)
- EMCC (1971 - 2017)
- Entrepose Contracting (Vinci Construction)
- Entreprise Jean Lefebvre (1927)
- Entreprise Petit (Vinci Construction France)
- Eurovia (1997)
- FEM Electronique (Vinci Énergies, 2015)
- Forlumen Réseaux
- Fournié Grospaud (1925)
- Fradin Bretton (1962)
- Freyssinet (1943) (Soletanche Freyssinet)
- Froment Clavier (1922)
- Gabarre (1972)
- Garczynski Traploir (1919)
- Gauriau Entreprise
- Giletto (1850)
- GTIE (1972)
- GTM Bâtiment (Vinci Construction France)
- GTM Sud-Ouest TPGC (2008)
- GTM-Halle (2013)
- Graniou (1919)
- GTM Sud-Ouest Bâtiment (2008)
- IDF Thermic
- Lainé Delau (2002)
- Maison Jean et Chabrié (1817)
- Menard
- Methodes et Construction Organisation (MCO) (2012)
- Mors (1851)
- NEOM (2015)
- Norwest Holst (1969)
- Nymphea Environnement (2000-2014)
- Parcs GTM (1963)
- Roiret (1919)
- Saga Entreprise (1829)[46]
- Sainrapt et Brice (1852)
- Santerne (1926)
- SATOM (1951)
- Secure Systems & Services (2010)
- SDEL (1907)
- Sicra (1944)
- SGE (1899)
- Sogea (1878)
- Sogea Satom (Vinci Construction)
- SOGEPARC (1968)
- Soletanche Bachy (Vinci Construction)
- Soletanche Freyssinet (Vinci)
- Solumat île de france
- SRC Bâtiment
- STE ie (1990)
- Thinet (1905)
- Tournaud (1937)
- Top (chauffage - Climatisation)
- TPC
- Travaux du Midi (1926)
- Tunzini (1906)
- Valentin
- Viafrance (1971)
- Vinci Construction
- Vinci Construction France (Vinci Construction)
- Vinci Construction grands projets (Vinci Construction)
- Vinci Construction Terrassement (Vinci Construction France)
- Vinci Construction Maritime et Fluvial (2017)
- Vinci Énergies
- Vinci Facilities (2010)
- Vinci Immobilier
- Warbud
- Weiler

## Données financières
| Années                      | 2011    | 2012    | 2013    | 2014    | 2015    | 2016    | 2017    | 2018    | 2019    | 2020    | 2021    | 2022    | 2023    | 2024    |
| --------------------------- | ------- | ------- | ------- | ------- | ------- | ------- | ------- | ------- | ------- | ------- | ------- | ------- | ------- | ------- |
| Chiffre d'affaires          | 36 956  | 38 634  | 40 338  | 38 703  | 38 518  | 38 073  | 40 248  | 43 519  | 48 053  | 43 234  | 49 396  | 61 675  | 68 838  | 71 623  |
| Résultat d'exploitation     | 3 660   | 3 651   | 3 767   | 4 243   | 3 715   | 4 118   | 4 607   | 4 997   | 5 734   | 2 859   | 4 723   | 6 824   | 8 357   | 8997    |
| Résultat net part du groupe | 1 904   | 1 917   | 1 962   | 2 486   | 2 046   | 2 505   | 2 747   | 2 983   | 3 260   | 1 242   | 2 597   | 4 259   | 4 702   | 4863    |
| Dettes financières          | 17 164  | 16 210  | 17 552  | 17 134  | 15 001  | 13 938  | 14 001  | 15 554  | 21 654  | 17 989  | 19 266  | 18 500  | 16 100  | 20 415  |
| Effectifs                   | 183 320 | 192 701 | 190 704 | 185 293 | 185 452 | 183 487 | 194 428 | 211 233 | 222 397 | 217 731 | 219 299 | 272 000 | 280 000 | 284 256 |

## Actionnaires
Au 31 décembre 2024.
| En pourcentage du capital               | %    |
| --------------------------------------- | ---- |
| Investisseurs institutionnels étrangers | 71,4 |
| Investisseurs institutionnels français  | 14,8 |
| Vinci (auto détention)                  | 3,3  |
| Qatar Holding                           | 2,4  |
| Salariés                                | 10,9 |
| Actionnaires individuels                | 11,9 |

## Quelques ouvrages réalisés
- Second Tunnel Coen à Amsterdam
- Temple de la Providence Divine à Varsovie
- Tramway de Casablanca (via sa filiale Cegelec)
- Tramway de Rabat-Salé (via sa filiale Cegelec)
- Stade de France
- Stade de Bordeaux
- Stade de Nice
- Fondation Louis Vuitton
- Hôtel The Peninsula Paris
- Mandarin Oriental Paris
- Pont Rion-Antirion et Autoroute A8 de Patras à Corinthe
- Duplex A86
- Autoroute A19
- Musée des Confluences
- Ligne TGV Tours-Bordeaux
- Lignes 1, 2 et 3 du Métro du Caire
- Barrage de Nag Hammadi
- Enceinte de confinement du sarcophage de Tchernobyl
- Tour Trinity à La Défense
- Tunnel de l'Øresund
- Pont de l'Atlantique au Panama
- Station de pompage des eaux d'assainissement PS70 du nord de Doha (Qatar)

## Projets en cours
- France
  - Grand Paris Express : lignes 15 Sud (de Villejuif à Issy) et 15 Ouest-Sud (d'Issy à La Défense)
  - Lot 2 du Tunnel ferroviaire Lyon-Turin
  - Nouveau CHU de Nantes

- Tunnel du Fehmarn (Danemark-Allemagne)
- Canada
  - Ligne Sud Ontario à Toronto
- Qatar
  - Métro léger de Lusail de 25 km de long

## Dirigeants

### Présidents
- Amédée Alby : 1908-1932
- Alexandre Giros : 1932-1937
- Ernest Weyl : 1937
- Henry Laborde Milaa : 1937-1947
- Jean Matheron : 1947-1971
- Roger Schulz : 1971-1974
- Pierre-Donatien Cot : 1975-1981
- Paul Naudo : 1981-1984
- Serge Michel : 1984-1988
- Guy Dejouany (président du conseil de surveillance) et Serge Michel (président du directoire) : 1988 - 1990
- Guy Dejouany : 1990 à 1996
- Jean-Marie Messier : 1996-1997
- Antoine Zacharias : 1997 à juin 2006
- Yves-Thibault de Silguy : du 1er juin 2006 au 6 mai 2010
- Xavier Huillard : du 6 mai 2010 à mai 2025 (président-directeur général)
- Xavier Huillard : depuis le 1er mai 2025 (président du Conseil d'administration)
- Pierre Anjolras : depuis le 1er mai 2025 (directeur général)

## Activité de lobbying

### Auprès des institutions de l'Union européenne
Vinci Concessions est inscrit depuis 2017 au registre de transparence des représentants d'intérêts auprès de la Commission européenne, et déclare en 2018 pour cette activité des dépenses annuelles d'un montant compris de 120 000 euros. Vinci concessions est également représenté par le cabinet Athenora consulting, qui indique avoir reçu de ce dernier en 2017 pour l'activité de lobbying entre 100 000 et 200 000 euros.

### En France
Vinci déclare à la Haute Autorité pour la transparence de la vie publique exercer des activités de lobbying en France pour un montant qui n'excède pas dix mille euros sur l'année 2018. Plusieurs actions de représentation d'intérêts ont été également réalisées en 2018 pour le compte de Vinci constructions par l'agence Public & private link, et par le CCIC.

## Controverses

### Russie
Vinci est impliqué dans la construction des premiers 43 km de la route à péage Moscou-Saint-Pétersbourg à travers la Forêt de Khimki. Cette construction a soulevé de nombreuses protestations en Russie, 75 % de la communauté locale, environ 200 000 citoyens de Khimki, s'opposent au projet. Il y a de nombreuses violations des droits de l’homme qui entourent le projet, avec des journalistes et des militants arrêtés, agressés, voire tués,,. En avril 2013, la mort du journaliste Mikhaïl Beketov a révélé, dans un journal local, les soupçons de corruptions qui pesaient sur les responsables du projet. En novembre 2008, il avait été sauvagement agressé, puis laissé pour mort.

### Projet d'aéroport du Grand Ouest
Le Projet d'aéroport du Grand Ouest à Notre-Dame-des-Landes, donne lieu à de vives contestations locales et nationales émanant de nombreux citoyens, élus locaux, syndicats, associations de défense de l'environnement et groupes politiques. Considéré comme un symbole des grands travaux inutiles imposés et coûteux (556 M€ HT) par ses détracteurs, le projet d'une surface de 1 650 ha serait également en contradiction avec la loi sur l'eau, le Grenelle de l'environnement, la transition énergétique et mènerait à l'expropriation et la destruction de terres agricoles,,.

### Prix Pinocchio
Pour les deux projets ci-dessus (autoroute reliant Moscou à Saint-Pétersbourg et aéroport Notre-Dame-des-Landes), le groupe reçoit en 2011 et en 2012 le « prix Pinocchio » qui dénonce leurs conséquences environnementales et sociétales néfastes,.

### Travailleurs migrants au Qatar
Le 23 mars 2015, l'ONG Sherpa a déposé plainte contre Vinci Construction Grands Projets et sa filiale qatarie, pour travail forcé, réduction en servitude et recel, sur des chantiers au Qatar notamment ceux de la Coupe du Monde. Le PDG du groupe, Xavier Huillard, a par la suite admis dans un entretien accordé au Figaro que Vinci conservait les passeports des travailleurs immigrés travaillant sur ses chantiers au Qatar, tout en maintenant que les travailleurs vivaient « dans des conditions qui sont aux meilleurs standards ».
Vinci a démenti les accusations. Une enquête préliminaire a été ouverte. Le 14 avril 2015 Vinci a cité à comparaître Sherpa par la représentation de son président William Bourdon, mais aussi, à titre individuel, la directrice Laetitia Liebert, la juriste Marie-Laure Guislain chargée du dépôt de plainte, le vendredi 26 juin 2015 au Tribunal de Grande Instance de Paris. Cette procédure, engagée pour atteinte à la présomption d’innocence en raison d’une interview parue le 23 avril 2015 sur le site internet de Libération, fut décrite par Sherpa comme une stratégie « SLAPP » (Strategic Lawsuit Against Public Participation ou poursuite bâillon en français), décrite comme une procédure coûteuse pour décourager les plaignants moins solides financièrement. Le Tribunal de Grande Instance de Paris a estimé que cette contre-attaque ne relevait pas du juge des référés, ce qui a conduit Vinci à engager une procédure au fond, devant la 17e chambre civile. En avril 2016, cette dernière a rejeté les arguments de Vinci, en expliquant sa décision de la manière suivante : « [L’atteinte à la présomption d’innocence n’est caractérisée que si la personne est présentée] comme coupable de faits faisant l'objet d'une enquête ou d'une instruction judiciaire […] L'atteinte à la présomption d'innocence ne se conçoit donc que si celui qui reçoit l'information […] a connaissance de l'existence d'une procédure pénale en cours. »
Or, l’article en cause ne faisait pas référence à l’ouverture de l’enquête, qui n’a été annoncée de manière publique que plus tard.
Vinci a engagé d’autres plaintes contre l’association Sherpa, notamment pour diffamation et dénonciation calomnieuse.
Au début de l’année 2016, Vinci a commandé au réseau Business for Social Responsibility une étude d’impact visant à établir des standards internes en matière de droits de l’homme. Cette initiative a notamment comme objectif de « s'assurer de l'effectivité des mesures mises en place par QDVC », la filiale qatarie du groupe.
Après un classement sans suite de la première plainte du 23 mars 2015, l'ONG Sherpa, grâce à de nouvelles investigations en Inde, accuse à nouveau Vinci et sa filiale qatarie de « travail forcé, réduction en servitude, traite des êtres humains, travail incompatible avec la dignité humaine, mise en danger délibérée, blessures involontaires et recel » en novembre 2018.
En novembre 2022, la justice française convoque l'entreprise pour décider d'une mise en examen pour « travail forcé » et de « traite d’êtres humains ».

### Pollution de la Seine
Une pollution de la Seine révélée en mars 2019 par la Fédération interdépartementale pour la pêche et la protection du milieu aquatique entraîne l'ouverture d'une enquête préliminaire, ainsi que la suspension d'une subvention de la Région Île-de-France. L'usine à béton de Nanterre est à l'origine de la pollution. L'entreprise indique que la pollution est accidentelle et involontaire, ce que contestent la police de l’eau de la direction régionale et interdépartementale de l’environnement et de l’énergie et la Fédération interdépartementale pour la pêche et la protection du milieu aquatique,.